# Вечатика (Парма)
Вечатика је насеље у Италији у округу Парма, региону Емилија-Ромања.
Према процени из 2011. у насељу је живело 44 становника. Насеље се налази на надморској висини од 882 м.